# Cerniv, Rohatîn
Cerniv (în ucraineană Чернів) este o comună în raionul Rohatîn, regiunea Ivano-Frankivsk, Ucraina, formată numai din satul de reședință.

## Demografie
Componența lingvistică a comunei Cerniv
     Ucraineană (99,84%)
     Alte limbi (0,16%)
Conform recensământului din 2001, majoritatea populației comunei Cerniv era vorbitoare de ucraineană (99,84%), existând în minoritate și vorbitori de alte limbi.